# Lierstaartnachtzwaluw
De lierstaartnachtzwaluw (Uropsalis lyra) is een vogel uit de familie Caprimulgidae (nachtzwaluwen). Het mannetje heeft een heel lange staart waardoor zijn lichaamslengte 76 cm bedraagt. De vrouwtjes worden niet groter dan 25 centimeter.

## Verspreiding en leefgebied
Deze soort komt voor van Venezuela tot zuidelijk Bolivia en telt drie ondersoorten:
- U. l. yra: Colombia, Venezuela and Ecuador.
- U. l. peruana: van Peru tot westelijk Bolivia.
- U. l. argentina: zuidelijk Bolivia en noordelijk Argentinië.

## Afbeeldingen

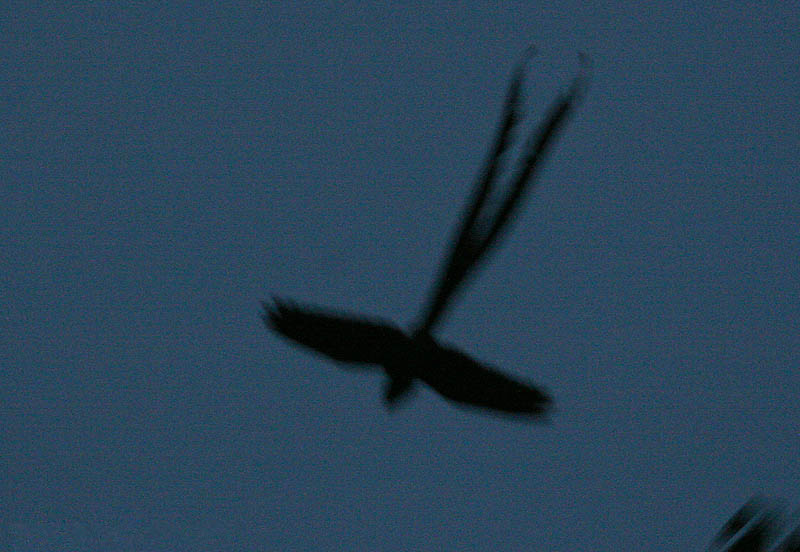
De lierstaartnachtzwaluw in vogelvlucht